# Tshimganitia sheljuzhkoi
Tshimganitia sheljuzhkoi är en fjärilsart som beskrevs av Eugen Wehrli 1935. Tshimganitia sheljuzhkoi ingår i släktet Tshimganitia och familjen mätare. Inga underarter finns listade i Catalogue of Life.